# 다자와역
다자와역(일본어: 田沢駅)은 일본 나가노현 아즈미노시에 있는, 동일본 여객철도의 철도역이다. 시노노이 선이 지나간다.

## 역 구조
섬식 1면 2선 구조의 지상역이다. 역사와 승강장은 지하통로로 이어져 있다. 마쓰모토역이 관리하는 업무 위탁역이다. 다만 쾌속 《오하요 라이너》의 정차역이기 때문에 창구에서 승차정리권을 판매한다.

### 승강장
| 1 | ■ 시노노이 선 | 시노노이 · 나가노 방면   |
| 2 | ■ 시노노이 선 | 마쓰모토 · 시오지리 방면 |

## 역세권 정보
- 국도 제19호선
- 사이가와 강

## 역사
- 1902년 6월 15일 - 일본국유철도 시노노이 선의 역으로 개업했다.
- 1987년 4월 1일 - 민영화에 따라 동일본 여객철도의 소속이 되었다.

## 인접역
| 동일본 여객철도 시노노이 선 | 동일본 여객철도 시노노이 선 | 동일본 여객철도 시노노이 선     |
| --------------------------- | --------------------------- | ------------------------------- |
| 마쓰모토 시오지리 방면      | ■ 쾌속·보통                 | 아카시나 시노노이 · 나가노 방면 |